# ニンジャ (映画)
『ニンジャ』（Ninja III: The Domination）は、1984年のアメリカ映画。アクション映画。全米で忍者ブームを巻き起こしたキャノンの忍者映画シリーズ第三弾。日本では一旦ビデオスルー後に、改めて劇場公開される。旧ビデオ邦題は『ニンジャ/転生ノ章』。

## 出演
※括弧内は日本語吹替
- ヤマダ - ショー・コスギ（麦人）
- クリスティ - ルシンダ・ディッキー（戸田恵子）
- ビリー・シコード - ジョーダン・ベネット（安原義人）
- ブラック・ニンジャ - デヴィッド・チョン（大友龍三郎）
- ミヤシマ - ジェームズ・ホン（及川ヒロオ）
- オクダ - デイル・イシモト（伊井篤史）

## スタッフ
- 製作： ヨーラム・グローバス、メナヘム・ゴーラン
- アソシエイトプロデューサー： デヴィッド・ウーマーク
- 監督： サム・ファーステンバーグ
- 脚本： ジェームズ・R・シルケ
- 音楽： ウディ・ハーパズ、ミーシャ・シーガル